# Poio
Poio là một đô thị trong tỉnh Pontevedra, Galicia, Tây Ban Nha. 
Đô thị này có diện tích 34,16 km², dân số 15.456 người (INE 2007), mật độ dân số là 452,46 người/km²

## Biến động dân số
| 1991   | 1996   | 2000   | 2001   | 2002   | 2003   | 2004   | 2005   | 2006   |
| ------ | ------ | ------ | ------ | ------ | ------ | ------ | ------ | ------ |
| 13.035 | 13.683 | 14.271 | 14.651 | 14.394 | 14.588 | 14.651 | 14.889 | 15.201 |